# Sugár Aranka
Sugár Aranka, Schubert Aranka Mária, K. Sugár Aranka (Vác, 1870. szeptember 6. – Újpest, 1936. március 5.) énekesnő.

## Életútja
Atyja Schubert Sámuel (Samu) gyáros, anyja Strasser Mária. Iskoláit Budapesten végezte, majd Sellei Gyulánál, később Quirino tanárnál tanult énekelni. 1891. szeptember 1-én lépett a színipályára, Kassán, Tiszay Dezsőnél, mint koloratur-énekesnő a Suhanc Eliz szerepében. Kassán és Debrecenben alig kétévi működés után már mint korának egyik legszebb hangú és legrutinirozottabb ének- és színművésznőjét ünnepelték. Többek között aa Parasztbecsület Santuzza, Trubadur Eleonóra, Traviata Violetta, Hunyadi László Erzsébet szerepei énekelte és ezüstös csengésű hangjával, kifogástalanul tökéletes játékával a legkényesebb ízlésű műértő közönség igényeit is kielégítette.
1894-ben Aradra hívták, Leszkay Andráshoz, innen Szabadkára ment, Pesti Ihász Lajoshoz. Mindenütt dicsőség, bensőséges elismerés kísérte, a sajtó is a leghízelgőbb kritikával adózott művészi készségének; így többek között a Bácskai Hirlap 1899. november 20-iki száma énektudását Hegyi Arankáéhoz hasonlította. Ez év július havában Moszkvában vendégszerepelt, a Szegény Jonathán Harriette és a Cigánybáró Saffi szerepét énekelte magyar nyelven óriási sikerrel, majd Berlinben is dicsőséget szerzett a magyar művészetnek.
Ezután Makó Lajos társulatának elismert tagja, Szegeden, innen Makó társulatával 1900. szeptember havában elkerült Temesvárra, ahol a műértő közönség szintén kegyeibe fogadta. Itt mint operaénekesnő is kitűnt, s a Traviata bemutatója alkalmával elért nagy sikerével feledtetni tudta az előzőleg ott járt német operatársulatot. Makó Lajossal felkerült Budára is, majd 1902-ben Megyeri Dezső Kolozsvárra szerződtette. 1903 nyarán részt vett a kultuszminisztérium által Fiuméban rendezett missziós előadásokban, melyeknek sikerét a helyi sajtó hízelgő dicséretein kívül a Pesti Hirlap 1903. június 3-iki számában "diadalmas ünneplésnek" deklarálta. 1904-től különböző színházaknál vendégszerepelt.
1908. április 29-én Budapesten, a Józsefvárosban férjhez ment dávidházi Katsur (Kaczur) László Vazul ügynökhöz. Ezután Erdélyben működött Fehér Károlynál, később dr. Patek Bélánál, Győrött. 1916-ban nyugalomba vonult. Az 1910-es években áttért az izraelitáról a görög katolikus vallásra, a keresztségben az Aranka Mária nevet viselte. Halálát szívbénulás, szervi szívbaj okozta.

## Fontosabb szerepei
- Szaffi (ifj. J. Strauss: A cigánybáró)
- Violetta (Verdi: Traviata)